# 福崎町立福崎小学校
福崎町立福崎小学校（ふくさきちょうりつ ふくさきしょうがっこう）は、兵庫県神崎郡福崎町馬田にある公立小学校。

## 沿革
- 1872年（明治5年） - 1～3集落毎に、重習・簡練・合翠・弘明・承明・集成の6小学校を設置。承明小学校は後に修徳小学校を分離。
- 1882年（明治15年） - 重習・簡練・合翠の3校を合併して練習小学校と改称。弘明は高岡地区日進小学校に合流。承明小学校が集成・修徳両校を統合し、3小学校となる。
- 1884年（明治17年）10月 - 練習・日進・承明の各校を簡易小学校とする。
- 1890年（明治23年）7月9日 - 3校を統合し、王成尋常小学校と改称。以後、統合開校したこの日を学校創立記念日とする。開校当時の児童数は190名（男128名/女62名）。
- 1891年（明治24年）5月10日 - 新校舎落成。
- 1892年（明治25年）8月15日 - 福崎尋常小学校と改称。
- 1904年（明治37年） - 高等科を併置し、福崎尋常高等小学校と改称。
- 1934年（昭和9年） - 校章制定。
- 1938年（昭和13年）4月 - 新校舎落成。
- 1941年（昭和16年）4月1日 - 福崎国民学校と改称。
- 1947年（昭和22年）4月1日 - 福崎小学校と改称。
- 1950年（昭和25年） - 講堂新築。
- 1956年（昭和31年）5月3日 - 神崎郡福崎町が同郡田原村・八千種村と合併したのに伴い、福崎町立福崎小学校と改称。
- 1968年（昭和43年）4月24日 - プール竣工。
- 1979年（昭和54年）3月23日 - 火災により1959年建築の校舎が焼失。
- 1979年（昭和54年）3月23日 - 北校舎竣工。
- 1980年（昭和55年）11月9日 - 南校舎竣工。
- 1982年（昭和57年）2月7日 - 制服制定。
- 1988年（昭和63年）3月18日 - 体育館竣工。

## 通学区域
卒業生は基本的に福崎町立福崎西中学校へ進学する。

## 周辺
- 兵庫県立福崎高等学校
- 福崎新町郵便局
- 市川
  - 七種川
- 新町公民館
- 新町旧公民館
- 河川敷

## アクセス
- JR播但線 福崎駅から南東へ600m
- 神姫バス 福崎新町にて下車
- 国道312号・兵庫県道405号甘地福崎線沿い

## 通学区域が隣接している学校
- 福崎町立高岡小学校
- 市川町立甘地小学校
- 市川町立川辺小学校
- 福崎町立田原小学校
- 姫路市立中寺小学校